# Lale Andersen
Lale Andersen, właściwie Liselotte Bunnenberg lub Liese-Lotte Helene Berta Bunnenberg (ur. 23 marca 1905 w Bremerhaven, zm. 29 sierpnia 1972 w Wiedniu) – niemiecka wokalistka kabaretowa, autorka tekstów do piosenek pisanych pod pseudonimem Nicola Wilke.
Ukończyła szkołę aktorską przy Deutsches Theater. Do wojny występowała w niemieckojęzycznych kabaretach, między innymi w Zurychu i Monachium. W kabarecie Kabarett der Komiker spotkała Norberta Schultze – kompozytora melodii Lili Marleen. W wyniku tej znajomości nagrała właśnie tę piosenkę. Sukces przyniosło jej dopiero odtworzenie piosenki przez Soldatensender Belgrad (Żołnierskie Radio Belgrad) w 1941 roku, nie oznaczało to jednak sukcesu w hitlerowskich Niemczech. Z powodu swoich znajomości z żydowskimi artystami z Zurychu przez 9 miesięcy miała zakaz występów, a nawet była aresztowana.
Po wojnie zamieszkała w niewielkiej miejscowości Langeoog położonej na wysepce na Morzu Północnym u niemieckich brzegów. Kontynuowała swoją karierę artystyczną, w 1961 roku reprezentowała Niemcy podczas 6. Konkursu Piosenki Eurowizji z utworem „Einmal sehen wir uns wieder”, z którym zajęła trzynaste miejsce na szesnastu uczestników. W 1962 roku odbyła trasę koncertową po USA i Kanadzie.
W 1972 roku jej książka Der Himmel hat viele Farben (Niebo ma wiele barw) była w czołówce listy bestselerów tygodnika „Der Spiegel”.
Zmarła nagle, w Wiedniu, na atak serca. W setną rocznicę jej urodzin w Langeoog odsłonięto jej pomnik jako Lili Marleen.